# كوشكونونغ (ويسكونسن)
كوشكونونغ (بالإنجليزية: Koshkonong, Wisconsin)‏ هي بلدة تقع بولاية ويسكونسن في الولايات المتحدة. تبلغ مساحتها 110.3 (كم²)، وترتفع عن سطح البحر 249 م، بلغ عدد سكانها 3692 نسمة في عام 2010 حسب إحصاء مكتب تعداد الولايات المتحدة .

## وصلات خارجية
- www.koshkonongwi.com
- The US50 - Cities and Towns in Wisconsin State
- Wisconsin Cities and Towns, Facts, Map, Flag, Colleges, Government, and More